# Сунн (Норвегия)
Сунн (норв. Sund) — коммуна в губернии Хордаланн в Норвегии. Административный центр коммуны — город Скугсвог. Официальный язык коммуны — нюнорск. Население коммуны на 2007 год составляло 5795 чел. Площадь коммуны Сунн — 99,69 км², код-идентификатор — 1245.

## История населения коммуны
Население коммуны за последние 60 лет.